# Alex Franklin
Alexander Demetri Franklin, detto Alex (Reading, 11 luglio 1988), è un cestista statunitense con cittadinanza portoricana.

## Carriera
Con Porto Rico ha disputato due edizioni dei Campionati mondiali (2014, 2019).

## Palmarès
- Campionati portoricani: 2

Indios de Mayaguez: 2012
Gigantes de Carolina: 2023